# Carolina Amália de Eslésvico-Holsácia-Sonderburgo-Augustemburgo
Carolina Amália (Copenhague, 28 de junho de 1796 – Copenhague, 9 de março de 1881) foi a segunda esposa do rei Cristiano VIII e Rainha Consorte da Dinamarca de 1839 até 1848. Era filha de Frederico Cristiano II, Duque de Eslésvico-Holsácia-Sonderburgo-Augustemburgo e sua esposa a princesa Luísa Augusta da Dinamarca.

## Família
Carolina era a filha mais velha da princesa Luísa Augusta da Dinamarca e do duque Frederico Cristiano II de Eslésvico-Holsácia-Sonderburgo-Augustemburgo. Era tia do príncipe Cristiano de Eslésvico-Holsácia, marido da princesa Helena do Reino Unido, filha da rainha Vitória. Os seus avós paternos eram o duque Frederico Cristiano I de Eslésvico-Holsácia-Sonderburgo-Augustemburgo e a princesa Carlota Amália Guilhermina de Eslésvico-Holsácia-Sonderburgo-Plön. Os seus avós maternos eram o rei Cristiano VII da Dinamarca e a princesa Carolina Matilde da Grã-Bretanha. Contudo, havia rumores de que o pai verdadeiro de sua mãe, Luísa Augusta, não era o rei Cristiano VII, e sim Johann Friedrich Struensee, médico particular do rei e regente do Reino da Dinamarca e Noruega.

## Casamento
Carolina Amália nasceu em Copenhaga onde viveu até 1807, ano em que se mudou com a família para Augustenborg.
Foi prometida ao herdeiro do trono dinamarquês, o futuro rei Cristiano VIII, em 1814 e o casamento realizou-se em 1815. Cristiano tinha-se divorciado da sua primeira esposa, a duquesa Carlota Frederica de Mecklemburgo-Schwerin, algum tempo antes e tinha acabado de regressar à Dinamarca depois de ter abdicado do trono norueguês, o que significava que se podia dedicar às ciências, à mineralogia e à geologia. Enquanto Cristiano foi celebrado como um homem das ciências, Carolina era compositora e escreveu várias partituras de piano. O facto de aceitar as traições do marido fazia com que fosse admirada na altura.
Entre 1816 e 1817, o casal viveu em Odense onde Cristiano prestava serviço como governador de Fiónia. Entre 1818 e 1822, o casal realizou várias viagens por toda a Europa.

## Rainha da Dinamarca

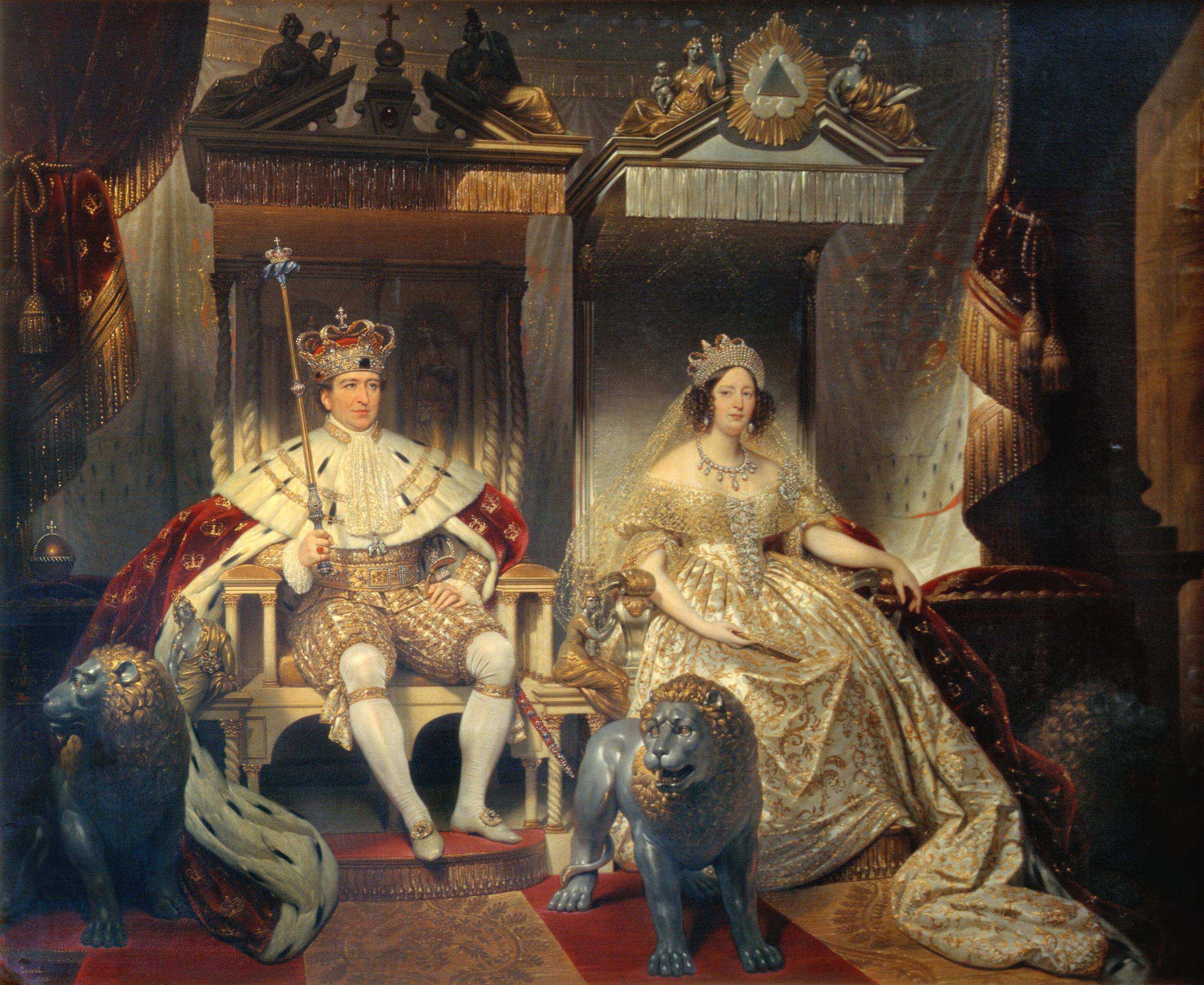
O rei a rainha da Dinamarca durante a coroação no Palácio de Frederiksborg. Retrato por Joseph-Désiré Court localizado no Museu Nacional de Arte da Dinamarca.

Em 1839, quando o rei Frederico VI morreu, Carolina Amália, como esposa de Cristiano VIII, tornou-se rainha da Dinamarca. A rainha era considerada instrumental no partido pró-alemão no assunto dos ducados de Eslésvico-Holsácia. A influência política que teria é pouco clara, mas sofreu alguma hostilidade durante a guerra entre Dinamarca e Holsácia, sendo acusada de conspirar com os seus irmãos contra a Dinamarca.
Envolveu-se em muitos projectos sociais e humanitários, principalmente através da criação e apoio de orfanatos. Carolina foi também defensora de Nikolai Frederik Severin Grundtvig, o líder do partido eclesiástico dinamarquês. Tirando as suspeitas que caíram sobre ela durante o conflito entre Holsácia e a Dinamarca, era bastante popular e continuou a sê-lo como rainha-viúva.
Carolina tornou-se viúva em 1848, tendo vivido mais de trinta anos do que o marido. Também viveu mais dezassete anos que o seu enteado, tendo assim vivido o suficiente para ver o rei Cristiano IX a subir ao trono e a sobrinha do seu marido tornar-se sua rainha-consorte.
Morreu em 1881, sem filhos. O seu corpo encontra-se enterrado na Catedral de Roskilde ao lado do marido.